# Felix ze Sutri
Svatý Felix ze Sutri (asi kolem roku 200 – 23. června 257 Sutri) byl kněz a křesťanský mučedník z doby Valerianova a Gallienova pronásledování.

## Život
Žil ve 3. století po Kristu v toskánském Sutri a stal se zde knězem. Jako horlivý kazatel křesťanské víry úspěšně přivedl mnoho pohanů ke křesťanství. V období pronásledování křesťanů vzbudil svými kázáními pozornost a byl za vlády císaře Valeriana a jeho syna a spoluvládce Galliena umučen. Podle staršího římského martyrologia, kde se praví: latinsky „Sutrii, in Tuscia, sancti Felicis Presbyteri, cujus os tamdiu jussit Turcius Praefectus lapide contundi, donec ipse Felix emitteret spiritum.“, byl z příkazu prefekta Turcia ukamenován, zatímco jiné zdroje uvádějí, že byl ubičován k smrti.
Jeho svátek připadá tradičně na 23. června (u mučedníků je to obvykle den jejich smrti), ovšem v nejnovějším římském Martyrologiu, alespoň v jeho elektronické verzi, není k tomuto datu uveden. Rovněž z jeho života neznáme mnoho podrobností. Za pohřbení jeho těla byl v roce 273 popraven jáhen Irenaeus.

### Spolupatron litoměřické katedrály
Je jedním ze spolupatronů litoměřické katedrály sv. Štěpána. Na oltář sv. Václava v litoměřické katedrále byly umístěny ostatky za episkopátu Jaroslava Ignáce ze Šternberka (1675–1709) či Emanuela Arnošta z Valdštejna (1759–1789). Určitým tajemstvím zůstává legenda, proč je socha sv. Felixe umístěná na průčelí litoměřické katedrály, oblečena do římského vojenského šatu namísto kněžského ornátu. Jedná se zřejmě o splynutí úcty s jiným sv. Felixem – mučedníkem, římským vojákem (3. století římská provincie Mauretania – 12. červenec 303 Laus Pompeia).